# Visual Basic
Visual Basic (VB) е събитийно-ориентирана среда за разработка, основаваща се на езика за програмиране BASIC. Произвежда се от Microsoft Corporation и е част от пакета за разработка Visual Studio.
Това е и основната среда на Microsoft за програмиране чрез т.нар. техника RAD. С нея бързо се разработват приложения с графичен интерфейс (GUI) за ОС Windows. Доставя бърз достъп до бази от данни, използвайки DAO, ADO, RDO. Базира се на ActiveX софтуерните компоненти. Средно добър програмист може бързо да състави просто бизнес приложение със средствата, предоставени от Visual Basic.

## История
- Създаден е Visual Basic за Windows 1.0 (Май 1991).

- Създаден е Visual Basic 1.0 за DOS през септември 1992. Самият език не е съвместим с Visual Basic за Windows, той е следваща версия на DOS-базираните компилатори на Microsoft – QuickBASIC и BASIC Professional Development System. Интерфейсът трудно може да се нарече графичен, защото използва допълнителните ASCII символи за симулиране на графичен интерфейс.

- Създаден е Visual Basic 2.0 през ноември 1992. Програмната среда е лесна за използване и е с подобрена скорост.

- Реализирана е версия 3.0 на Visual Basic през лятото на 1993 и е разделена на Стандартна и Професионална версии. VB3 включва енджин за бази от данни, който може да чете и пише бази от данни Access.

- Visual Basic 4.0 (август 1995) е първата версия, способна да създава както 32-битови, така и 16-битови приложения за Windows. Предоставя възможността за писане на класове във Visual Basic.

- С версия 5.0 (февруари 1997), Microsoft реализира Visual Basic за 32-битови версии на Windows. Също така предоставя възможността за компилиране до native изпълним код, елиминирайки необходимостта от runtime библиотеки.

- Visual Basic 6.0 (лятото 1998) е подобрен в много отношения, включително разработката на уеб-базирани приложения. VB6 влиза във фазата без поддръжка от Microsoft през март 2008.

- Visual Basic.NET е стартиран през 2001 заедно с.NET Framework. Неговите езикови възможности са далеч по-богати от предишните версии, но е и по-сложен и повечето програми, писани на старите VB трябва да се пренаписват, за да работят на VB.NET.

- Visual Basic.NET 2003 е стартиран през 2003 заедно с.NET Framework 1.1.

- През 2004 Microsoft реализира бета версия на Visual Basic 2005 (кодово име Whidbey). Оттогава Visual Basic става част от развойната среда на Microsoft Visual Studio.

- През Ноември 2005 г. е предоствен на пазара Visual Basic 2005. Стартира рекламна кампания за безплатно регистриране и ползване без граници на Visual Basic 2005 Express Edition. Visual basic отново е част от развойната среда на студиото.

- През 2008 година излезе Visual Basic 9 (компонент на Visual studio 2008). Включва .NET Framework 3 и 3.5. Премахнат е езикът за програмиране J++.

- През 2010 година излезе Visual Basic 10 (компонент на Visual studio 2010). Включва .NET Framework 4. Добавен е нов език за програмиране – F#